# 曾大源
曾大源 ( 1759年—1810年），號荻軒，彰化人，居於集集埔。清朝官員，曾任內閣中書。

## 生平
曾大源在17歲時補弟子員，乾隆四十五年（1780年）中舉。乾隆五十一年（1786年）林爽文事件爆發，曾大源奉母內渡回鄉。翌年福康安將東渡至台灣平亂，需要熟知台灣地形之人，巡撫徐嗣曾推薦曾大源。曾大源因繪製地圖，並指出攻取之策，受到福康安納用，令其隨軍作戰。曾大源抵台後，首先擒獲林爽文的眷屬，又擒獲其13位部下，並收復大肚。敘功時獲授內閣中書之官位，仍隨軍辦事。事平後，擔任文淵閣校閱、軍機處行走，並在乾隆五十四年（1789年）順天鄉試、乾隆五十五年（1790年）武闈會試中充當同考官。乾隆五十六年（1791年）回台，嘉慶十五年（1810年）逝世，享年52歲。